# Wrap Your Troubles in Dreams (And Dream Your Troubles Away)
Wrap Your Troubles in Dreams (And Dream Your Troubles Away) ist ein Popsong aus dem Jahr 1931, der von Harry Barris (1895–1962) zu einem Text von Ted Koehler und Billy Moll komponiert wurde. Der Song wurde ein bekannter Hit und entwickelte sich zum Jazzstandard.

## Entstehungsgeschichte
Harry Barris, der mit Bing Crosby und Al Rinker das Vokaltrio Rhythm Boys bildete, das von 1926 bis 1930 bei Paul Whiteman sang, war als Pianist ausgebildet und versuchte sich erfolgreich als Songwriter. Er schrieb nicht nur Wrap Your Troubles in Dreams für Crosby, sondern auch weitere Nummern wie Music Hath Charms (1930) und At Your Command (1931). Die Komposition hat 32 Takte und wird im moderaten Tempo gespielt. Sie ist in der Liedform A'A"BA" aufgebaut, wobei die A-Teile allesamt in C-Dur gehalten sind; der B-Teil ist teilweise in moll.
Der Text des Songs, der dazu auffordert, die eigenen Probleme in Träume einzuwickeln und die Sorgen wegzuträumen, spiegelt die Tage der Weltwirtschaftskrise wider: „Wenn die Himmel bewölkt sind und grau.“ Irgendwann werde die Sonne wieder scheinen; auf Regen folge immer schönes Wetter. Das „war genau jene Aufmunterung, die Amerika in den frühen dreißiger Jahren benötigte.“
Bing Crosby, der bis dahin bei den Rhythm Boys sang, nahm als erster den Song auf. Auf der Einspielung für Victor Records wurde Crosby von Mitgliedern des Orchesters Gus Arnheim begleitet. „Mit einem süßlichen Geigenton beginnt“ die Originalversion Crosbys, „in der er sich auch pfeifend betätigte.“ Crosby erreichte mit Wrap Your Troubles in Dreams den vierten Platz in der amerikanischen Hitparade und verwendete den Song auch zeitweilig als Erkennungsmelodie für seine Radio-Show.

## Weitere Versionen
Schon im selben Jahr entstanden u. a. die Versionen von Swing-Musikern wie Louis Armstrong, den McKinney’s Cotton Pickers mit Benny Carter sowie dem Will Osborne Orchestra, dann von Harry James (mit dem Arrangement von Jimmy Mundy), und Woody Herman (1946). 1939 spielte Crosby ein Remake des Songs ein; er nahm ihn im Laufe seiner Karriere mehrmals auf, darunter in seinem Filmdebüt One More Chance (1931). Als der Song durch das Filmmusical Top Man/Man of the Family wieder aktuell wurde, kam Erskine Hawkins (mit seinem Orchester und dem singenden Altsaxophonisten Jimmy Mitchell) mit dem Song im Juni 1942 auf #23 der US-Charts. In den 1950er Jahren folgten Interpretationen von June Christy, Doris Day, Frank Sinatra (1955) und  Dean Martin (1959). Nun machte Wrap Your Troubles in Dreams auch als Jazz-Instrumental Karriere. Zu den wichtigsten Interpreten jener Jahre zählen Stan Getz, Don Byas, Art Tatum, Roy Eldridge und Hampton Hawes/Harold Land (For Real 1958). Charles Mingus interpretierte den Song 1960 bei seiner Session mit den Mainstream-„Veteranen“ Roy Eldridge, Tommy Flanagan und Jo Jones; der Pianist Bill Evans hatte 1962 bei seiner Interplay-Session ebenso im Repertoire wie 1967 im Village Vanguard.
Die Version von Howard Alden und Bucky Pizzarelli verwendete Woody Allen in seinem Spielfilm Sweet and Lowdown (1999).
Als Bobby McFerrin 1988 Don’t Worry, Be Happy einspielte, wurde er kritisiert, dies sei ein apolitischer Song wie Wrap Your Troubles in Dreams.
Pete Seeger hingegen bezeichnete das Lied als einen der politischen Songs, die er kenne.

## Gleichnamiger Song von Lou Reed
Die Titelzeile, eigene Probleme in Träume einzuwickeln, provozierte in den 1960er Jahren einen weiteren Song mit Melodie und Text von Lou Reed, in dem es ironisch heißt: „Ich träume weiter von besseren Tagen.“ Der Song wurde von Velvet Underground, aber auch von Nico (auf ihrem Debüt Chelsea Girl, 1967) und von Bauhaus (mit Nico) interpretiert.